# 枣强站
枣强站位于中华人民共和国河北省衡水市枣强县枣强镇，是京九铁路的一座火车站，等级为三等站，距北京西站305公里，距常平站2010公里，本站及相邻上下行区间均为电气化区段。车站建于1996年，办理客运、货运业务。

## 历史
- 1996年，车站启用。
- 2020年，枣强站进行了改造工程，翻新了车站外立面与候车室等设施。